# Sebastiania appendiculata
Sebastiania appendiculata là một loài thực vật có hoa trong họ Đại kích. Loài này được (Müll.Arg.) Jabl. miêu tả khoa học đầu tiên năm 1968.